# 메밀꽃 필 무렵 (영화)
《메밀꽃 필 무렵》(영어: When Bucketwheat Flowers Blossom)은 1967년에 개봉한 대한민국의 영화이다.

## 캐스팅
- 박노식
- 김지미
- 김희갑
- 허장강
- 도금봉
- 이순재